# 裴格
裴格（？年—？年），絳州聞喜（今山西聞喜）人。生卒年不詳。 

## 生平
唐昭宗光化三年（900年）庚申科狀元，主考官是禮部侍郎李渥，與盧延讓同科。事蹟無考。

## 亲属
- 裴遵庆（曾祖父）
- 裴向（祖父）
- 裴寅（父）
- 裴枢（弟）